# Albatroz-de-amsterdã
Albatroz-de-amesterdão ou albatroz de Amsterdã  (Diomedea amsterdamensis) é um albatroz que se reproduz apenas no Plateau des Tourbières na Ilha de Amsterdam (Terras Austrais e Antárticas Francesas) no Oceano Índico meridional. Só foi descrito em 1983, tendo alguns autores pensado que seria uma subespécie do albatroz-errante. O albatroz-de-amsterdam é um dos grandes albatrozes que, enquanto cria (filhote),tem plumagem castanha em vez do branco usual.
Os albatrozes-de-amsterdam procriam em solos pantanosos. Tanto o macho como a fêmea incubam o ovo por turnos que chegam a durar uma semana, eclodindo os ovos com 80 dias. A cria é protegida pelos pais durante um mês, demorando, contudo, cerca de 230 até que a ave esteja pronta para voar. É alimentada pelos pais de três em três dias, de início, diminuindo a frequência de refeições à medida que se aproxima a altura da cria levantar voo pela primeira vez. No desenvolvimento da cria, há uma altura em que o seu peso supera o dos progenitores, perdendo-o logo a seguir, ao formar a plumagem adulta. Depois de voar pela primeira vez, a jovem ave permanecerá no mar cerca de 5 anos antes de voltar à colónia, levando, contudo, mais alguns anos até começar a acasalar. A linguagem de acasalamento dos albatrozes-de-amsterdam é semelhante à do albatroz-errante.
Devido à sua raridade, os aspectos ecológicos relacionados com a sua alimentação e distribuição não está devidamente esclarecida. Sabe-se que quando rendem o turno durante o estágio da incubação, estas aves chegam de um percurso que pode chegar aos 2 400 km por uma vasta área do Oceano Índico.
A ilha em que este albatroz nidifica tem sofrido um declínio significativo nas condições do seu habitat devido à introdução de gatos de rua. A ave está listada na Lista Vermelha da IUCN como estando em estado crítico. Julga-se que a pesca com palangre também tenha contribuído para o declínio da sua população. Aquando da descoberta da espécie, existiam apenas 5 pares em acasalamento. Com a aplicação de medidas conservacionistas, o número subiu para 13 pares, estimando-se que actualmente existam cerca de 80 espécimes ao todo.